# سو سوئی چو
سو سوئی چو (انگلیسی: Suh Sui Cho؛ ۱۹۲۲ – ۲۳ فوریه ۲۰۰۸) یک بازیکن تنیس روی میز اهل کانادا بود. 
وی در مسابقات کشوری و بین‌المللی در مجموع برنده ۵ مدال طلا، ۱ مدال نقره، ۱ مدال برنز شده‌است.